# Rafael Fernando Fuentes Boettiger
Rafael Fernando Fuentes Boettiger (* 1901 in Veracruz; † 1971) war ein mexikanischer Botschafter.

## Leben
Philip Boettiger Keller (*Darmstadt), sein Großvater Väterlicherseits war Anhänger von Ferdinand Lassalle und ging nach den Sozialistengesetzen nach Veracruz, wo er an der Laguna de Catemaco  eine Kaffeefinca kultivieren ließ. Clotilde Vélez de Fuentes, seiner Großmutter väterlicherseits wurde von Räubern ein Finger mit einer Machete abgetrennt um den Ehering zu rauben.
Sein Vater, Rafael Fuentes Vélez, leitete im Hafen von Veracruz, die Banco Nacional de México.
1926 heiratete er Berta Macías Rivas (* 1908 in Mazatlán, Sinaloa). Am 11. November 1928 wurde in Panama-Stadt ihr Sohn Carlos Fuentes geboren.
1932 wurde in Mexiko-Stadt ihre Tochter Berta Fuentes Macías, eine Romanautorin, geboren.
1933 war Rafael Fernando Fuentes Boettiger Attaché an der mexikanischen Botschaft in Washington, D.C. sowie von 1940 bis 1944 in Santiago de Chile akkreditiert.
1950 wurden sie Freunde von Octavio Paz. Seinem Sohn Carlos vererbte er einen Anzug, mit dem dieser sich 1975 bei Valéry Giscard d’Estaing akkreditieren ließ.
| Vorgänger                    | Amt                                                                           | Nachfolger                    |
| ---------------------------- | ----------------------------------------------------------------------------- | ----------------------------- |
| Carlos Darío Ojeda Rovira    | Mexikanischer Botschafter in Buenos Aires 5. Juli 1944 bis 30. September 1944 | Gonzalo Frías Beltrán         |
| José Muñoz Zapata            | Mexikanischer Botschafter in Panama 17. November 1953 bis 20. Januar 1959     | Mario Armando Amador Durón    |
| José Muñoz Zapata            | Mexikanischer Botschafter in Bagdad 17. November 1953 bis 20. Januar 1959     | Mario Armando Amador Durón    |
| Jorge Daesslé Segura         | Mexikanischer Botschafter in Den Haag 25. März 1959 bis 1. August 1964        | Delfín Sánchez Juárez         |
| Arturo López de Ortigosa Ruz | Mexikanischer Botschafter in Budapest 22. Mai 1964 bis 3. August 1966         | Antonio Gómez Robledo         |
| Arturo López de Ortigosa Ruz | Mexikanischer Botschafter in Rom 22. Mai 1964 bis 3. August 1966              | Antonio Gómez Robledo         |
| José Cayetano Valadés Rocha  | Mexikanischer Botschafter in Rabat 28. September 1966 bis 1. Juli 1968        | Ernesto Madero Vázquez        |
| Jose Cayetano Valadés Rocha  | Mexikanischer Botschafter in Lissabon 28. September 1966 bis 25. April 1970   | Francisco González de la Vega |